# Garde champêtre

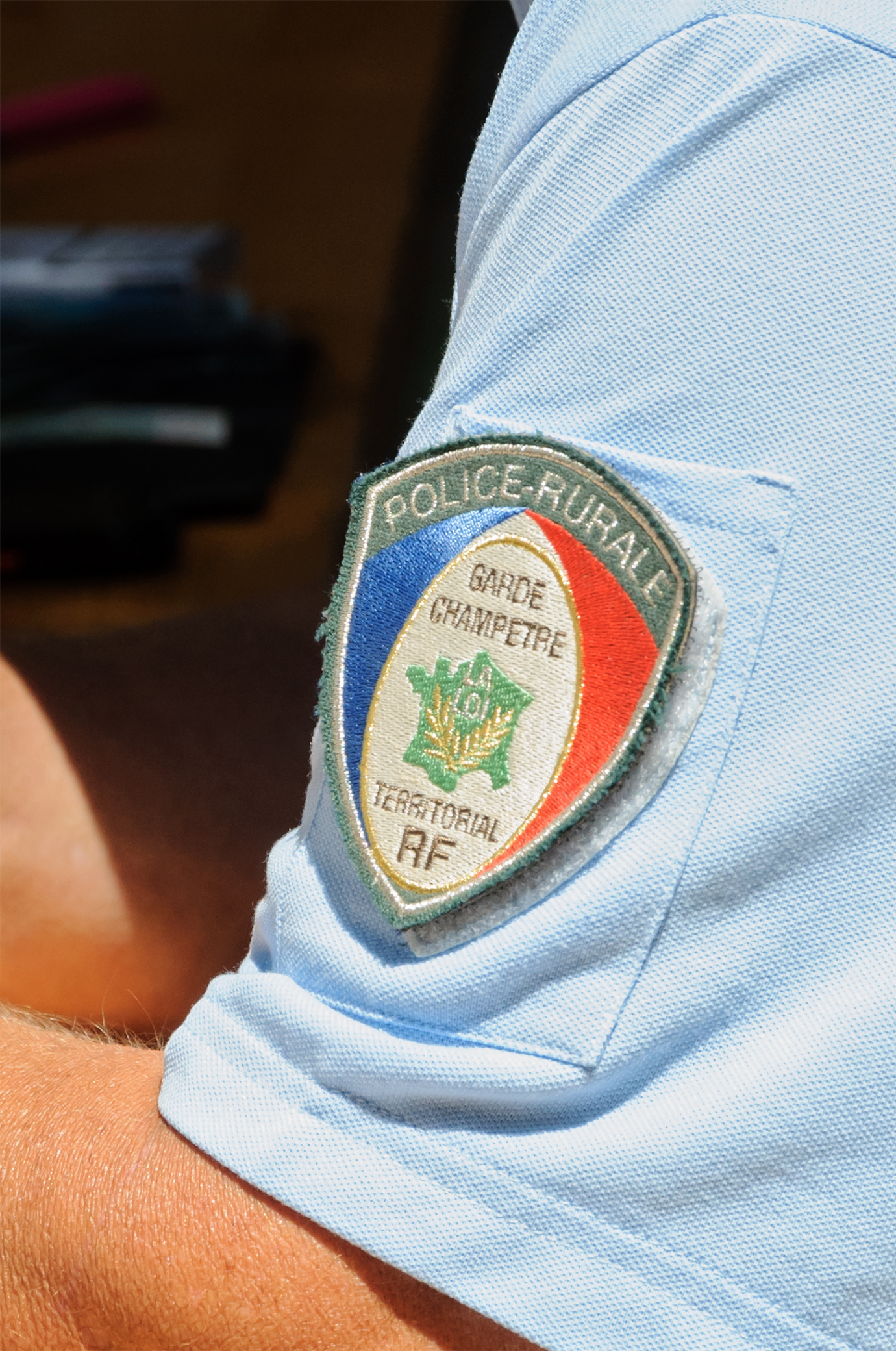
Ärmelabzeichen eines Garde champêtre (2013)

Ein Garde champêtre (deutsch etwa Feldhüter) ist in Frankreich ein kommunaler Beamter, der polizeiliche Aufgaben, hauptsächlich bei der Überwachung und Sicherung der öffentlichen Ordnung außerhalb geschlossener Siedlungen, zum Beispiel in land- und forstwirtschaftlich genutzten Gebieten, wahrnimmt.
Der Aufgabenbereich und bisweilen auch das Korps der Gardes champêtres werden als Police rurale bezeichnet. Sie sind damit abgegrenzt von der ebenfalls kommunalen Police municipale.
Gardes champêtres werden vom Bürgermeister der jeweiligen Kommune oder dem Präsidenten eines Gemeindeverbands ernannt; sie unterstehen bei ihrer Amtsausübung stets dem jeweiligen Bürgermeister. Im Rahmen seiner Amtsausübung ist der Garde champêtre befugt, Personalien festzustellen und Protokolle aufzunehmen.
Die Institution des Garde champêtre, die sich bis ins Mittelalter zurückverfolgen lässt, hat in den letzten Jahrzehnten stark an Bedeutung verloren. Während es in den 1960er Jahren in Frankreich noch zwischen 15 000 und 20 000 Gardes gab, waren es 2010 nur noch weniger als 2000.

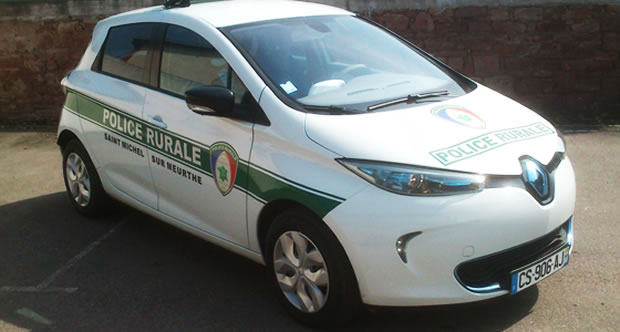
Dienstfahrzeug der Police rurale

## Personal
Die Bildungsvoraussetzungen für Anstellung als Garde champêtre sind abgeschlossene Berufsfachschule. Die Auswahl der Anwärter wird über einen einzigen externen Wettbewerb zugänglich. Sie sind Beamter der Laufbahngruppe C im Sicherheitsbereich (Beschäftigungsrahmen der Gemeindepolizei).
| Amtskennzeichen   |                      |                                |
| Amtsbezeichnungen | Garde Champêtre Chef | Garde Champêtre Chef Principal |